# Marcos Crotto
Marcos Crotto (Buenos Aires, 1980) es un escritor argentino, autor de cuentos y de reportajes de viajes.
De formación académica en Leyes y Periodismo, fue alumno del Programa de Escritura Creativa de la Universidad de Nueva York y publicó en la revista Temporales de dicha Universidad.
En 2011 se dio a conocer al ganar con su relato «Comunión» el Premio Internacional de Cuentos Juan Rulfo que convoca Radio Francia Internacional.
En 2013 publicó su primer libros de relato, Sacramenta. Los distintos cuentos que lo componen tienen personajes y motivos recurrentes, hasta el punto de trenzarse en casi una única historia.
Colabora con crónicas viajeras sobre Israel y Rusia en el periódico La Nación.